# بيدفورد (تكساس)
بيدفورد (بالإنجليزية: Bedford)‏ هي مدينة أمريكية تقع في ولاية تكساس.تبلغ مساحة هذه المدينة 25.9 (كم²)،ويبلغ عدد سكانها 46979 نسمة حسب إحصاء سنة 2010 م.

## أعلام
- درو راسيل
- دوني هارت
- جورج كوكس
- روب بوين
- سكوت شاندلير
- نيل جونستون
- دانييل وولارد